# یاقوت‌های جنگل
یاقوت‌های جنگل (نام علمی: Stenochilidae) نام یک تیره از راسته عنکبوت است.